# Siempre (canción de Mijares)
Siempre es una canción interpretada por el cantautor mexicano Manuel Mijares, incluida en su álbum debut de estudio Soñador (1986). El tema fue escrito por Hernaldo Zúñiga y publicada bajo el sello discográfico EMI Capitol Music en el año 1986. Años más tarde en 2016 relanzo en version sinfónica como parte de su album en vivo  Sinfónico Desde El Palacio De Bellas Artes con motivo de sus 30 años de trayectoria musical.

## Antecedentes
La canción se publicó como el cuarto sencillo oficial del disco y además ha estado en varios discos de grandes éxitos y versiones de sus canciones mas recopilatorios y otros álbumes en vivo del propio cantante.

## Lista de canciones

### CD - Promo[7]
| Bella — Single |           |          |  |
| N.º            | Título    | Duración |  |
| 1.             | «Bella»   | 3:28     |  |
| 2.             | «Siempre» | 3:44     |  |

## Posiciones en las listas
| Listas                                    | Posición |
| ----------------------------------------- | -------- |
| Estados Unidos Billboard Hot Latin Tracks | 89       |